# Gran Premio di Germania 2004
Il Gran Premio di Germania 2004 è stato un Gran Premio di Formula 1 disputato il 25 luglio 2004 allo Hockenheimring. La gara fu vinta da Michael Schumacher su Ferrari, davanti a Jenson Button su BAR - Honda e a Fernando Alonso su Renault. Fu l'ultima apparizione in Formula 1 per Cristiano Da Matta.

## Vigilia

### Aspetti sportivi
Nella settimana successiva al Gran Premio di Gran Bretagna la Williams annunciò la promozione a pilota titolare di Antônio Pizzonia come sostituto dell'infortunato Ralf Schumacher. Nei due Gran Premi precedenti Schumacher era stato sostituito dal collaudatore Marc Gené, le cui prestazioni non erano però risultate convincenti. Con il rientro del pilota tedesco previsto non prima del Gran Premio d'Italia, in settembre, la scuderia inglese si riservò di nominarne i sostituti gara per gara.
Durante il weekend di gara Jarno Trulli annunciò che non avrebbe rinnovato il suo contratto con la Renault, dopo aver interrotto il rapporto con il suo manager Flavio Briatore, direttore della squadra. BAR e Honda annunciarono invece un prolungamento di tre anni dell'accordo di fornitura di motori della casa giapponese.

### Aspetti tecnici
La Toyota portò in pista la versione B della TF104, dotata di un nuovo telaio alleggerito di circa 6 chili e modificato rispetto alla versione originale al punto da richiedere la ripetizione dei crash test obbligatori. Nel complesso la vettura pesava 9 chili in meno della versione base ed era caratterizzata da un'aerodinamica completamente rivista, che non era però mai stata sottoposta a prove in pista, e da una versione potenziata del motore; la squadra si presentò a Hockhenheim con appena due esemplari della nuova monoposto, senza pezzi di ricambio. 
La BAR montò nelle prove libere di venerdì un sistema idraulico di trasferimento di coppia tra le ruote anteriori, pensato per ridurre il rischio di bloccaggio della ruota interna in frenata. La soluzione fu dichiarata illegale perché il sistema idraulico era attivato da un'elettrovalvola, rendendolo equiparabile a un sistema attivo di aiuto alla frenata, vietato dal regolamento.
Anche le altre squadre furono piuttosto attive: Ferrari e Renault montarono un nuovo alettone anteriore, mentre McLaren e Williams introdussero delle modifiche alle paratie poste dietro alle ruote anteriori e agli sfoghi per l'aria calda sulle fiancate.

## Prove libere

### Resoconto
Come di consueto nelle due sessioni di venerdì BAR, Jaguar, Toyota, Jordan e Minardi schierarono in pista una terza vettura, affidata rispettivamente a Anthony Davidson, Björn Wirdheim, Ricardo Zonta, Timo Glock e Bas Leinders.

### Risultati
I tempi migliori nella prima sessione di prove libere di venerdì furono i seguenti:
| Pos | Nº | Pilota             | Costruttore        | Tempo    |
| --- | -- | ------------------ | ------------------ | -------- |
| 1   | 35 | Anthony Davidson   | BAR - Honda        | 1'15"756 |
| 2   | 1  | Michael Schumacher | Ferrari            | 1'15"864 |
| 3   | 6  | Kimi Räikkönen     | McLaren - Mercedes | 1'16"318 |

I tempi migliori nella seconda sessione di prove libere di venerdì furono i seguenti:
| Pos | Nº | Pilota             | Costruttore        | Tempo    |
| --- | -- | ------------------ | ------------------ | -------- |
| 1   | 1  | Michael Schumacher | Ferrari            | 1'15"001 |
| 2   | 6  | Kimi Räikkönen     | McLaren - Mercedes | 1'15"045 |
| 3   | 3  | Juan Pablo Montoya | Williams - BMW     | 1'15"167 |

I tempi migliori nella prima sessione di prove libere di sabato furono i seguenti:
| Pos | Nº | Pilota             | Costruttore    | Tempo    |
| --- | -- | ------------------ | -------------- | -------- |
| 1   | 1  | Michael Schumacher | Ferrari        | 1'15"066 |
| 2   | 3  | Juan Pablo Montoya | Williams - BMW | 1'15"277 |
| 3   | 2  | Rubens Barrichello | Ferrari        | 1'15"354 |

I tempi migliori nella seconda sessione di prove libere di sabato furono i seguenti:
| Pos | Nº | Pilota             | Costruttore        | Tempo    |
| --- | -- | ------------------ | ------------------ | -------- |
| 1   | 9  | Jenson Button      | BAR - Honda        | 1'13"676 |
| 2   | 3  | Juan Pablo Montoya | Williams - BMW     | 1'13"976 |
| 3   | 5  | David Coulthard    | McLaren - Mercedes | 1'14"064 |

## Qualifiche

### Resoconto
Nel Gran Premio di casa Michael Schumacher conquistò la pole position davanti a Juan Pablo Montoya, rallentato da un errore nell'ultimo settore. Terzo tempo per Button, che venne però arretrato di dieci posizioni per avere cambiato il motore della propria BAR; in seconda fila avanzarono quindi le due McLaren di Kimi Räikkönen e David Coulthard, che precedevano le due Renault di Fernando Alonso e Jarno Trulli. Solo settimo Rubens Barrichello, qualificatosi con un carico di benzina elevato; alle spalle del pilota brasiliano si piazzarono Takuma Satō, penalizzato nella ricerca di un assetto ideale dal tempo perso in mattinata per un incidente, Olivier Panis e Antônio Pizzonia.

### Risultati
| Pos | No | Pilota               | Costruttore        | Pneumatici | Pre-qualifiche | Qualifiche | Distacco |
| --- | -- | -------------------- | ------------------ | ---------- | -------------- | ---------- | -------- |
| 1   | 1  | Michael Schumacher   | Ferrari            | B          | 1'14"042       | 1'13"306   |          |
| 2   | 3  | Juan Pablo Montoya   | Williams - BMW     | M          | 1'13"391       | 1'13"668   | +0"362   |
| 3   | 6  | Kimi Räikkönen       | McLaren - Mercedes | M          | 1'13"842       | 1'13"690   | +0"384   |
| 4   | 5  | David Coulthard      | McLaren - Mercedes | M          | 1'13"640       | 1'13"821   | +0"515   |
| 5   | 8  | Fernando Alonso      | Renault            | M          | 1'13"582       | 1'13"874   | +0"568   |
| 6   | 7  | Jarno Trulli         | Renault            | M          | 1'13"737       | 1'14"134   | +0"828   |
| 7   | 2  | Rubens Barrichello   | Ferrari            | B          | 1'14"111       | 1'14"278   | +0"972   |
| 8   | 10 | Takuma Satō          | BAR - Honda        | M          | 1'14"465       | 1'14"187   | +0"981   |
| 9   | 17 | Olivier Panis        | Toyota             | M          | 1'13"641       | 1'14"368   | +1"062   |
| 10  | 4  | Antônio Pizzonia     | Williams - BMW     | M          | 1'13"422       | 1'14"556   | +1"250   |
| 11  | 14 | Mark Webber          | Jaguar - Cosworth  | M          | 1'15"093       | 1'14"802   | +1"496   |
| 12  | 15 | Christian Klien      | Jaguar - Cosworth  | M          | 1'15"090       | 1'15"011   | +1"705   |
| 13  | 9  | Jenson Button        | BAR - Honda        | M          | 1'13"535       | 1'13"764   | +0"368   |
| 14  | 11 | Giancarlo Fisichella | Sauber - Petronas  | B          | 1'13"914       | 1'15"395   | +2"089   |
| 15  | 16 | Cristiano da Matta   | Toyota             | M          | 1'15"119       | 1'15"454   | +2"148   |
| 16  | 12 | Felipe Massa         | Sauber - Petronas  | B          | 1'13"899       | 1'15"616   | +2"310   |
| 17  | 19 | Giorgio Pantano      | Jordan - Cosworth  | B          | 1'16"167       | 1'16"192   | +2"886   |
| 18  | 18 | Nick Heidfeld        | Jordan - Cosworth  | B          | 1'16"538       | 1'16"310   | +3"004   |
| 19  | 20 | Gianmaria Bruni      | Minardi - Cosworth | B          | 1'17"515       | 1'18"055   | +4"749   |
| 20  | 21 | Zsolt Baumgartner    | Minardi - Cosworth | B          | 1'17"283       | 1'18"400   | +5"094   |

## Gara

### Resoconto
Al via scattò bene Michael Schumacher, che mantenne la testa della corsa; ancora migliore fu la partenza di Fernando Alonso, che dal quinto passò al secondo posto, mentre Juan Pablo Montoya scivolò in settima posizione per via di un problema alla frizione. In terza posizione si mantenne Kimi Räikkönen, mentre, più indietro, Rubens Barrichello tamponò David Coulthard; a causa del contatto la vettura del brasiliano perse l'alettone anteriore, costringendo Barrichello ad una sosta ai box per cambiare il musetto.
Nel corso del secondo giro Räikkönen attaccò Alonso in maniera decisa, sorpassandolo e portandosi in seconda posizione. Due tornate più tardi Montoya superò Mark Webber, guadagnando il sesto posto; provò ad imitarlo il compagno di squadra Antônio Pizzonia, ma i suoi tentativi furono respinti dal rivale. Il primo pilota a rifornire fu Alonso, nel corso del nono passaggio; un giro dopo effettuarono il primo pit stop Michael Schumacher, Jarno Trulli, Coulthard e Takuma Satō. Räikkönen, nel frattempo, spinse al massimo facendo segnare il giro più veloce in gara; un passaggio dopo, anche il finlandese rifornì, tornando in pista in terza posizione, alle spalle di Jenson Button (unico pilota a non aver ancora rifornito) e Schumacher, dal quale era però staccato di solo un secondo.
Al tredicesimo giro, tuttavia, sulla vettura di Räikkönen cedette improvvisamente l'alettone posteriore: il finlandese si schiantò violentemente contro le barriere, senza riportare lesioni. Button rifornì nel corso del quattordicesimo passaggio, cedendo il comando della corsa a Michael Schumacher; dietro al ferrarista si trovavano Alonso, Coulthard, Montoya, Button e Trulli, in lotta con Webber e Sato per la sesta posizione. Nel corso del ventunesimo giro Montoya uscì di pista; il colombiano riuscì a ritornare sul tracciato, perdendo però il quarto posto a favore di Button. Nel frattempo, proseguì il duello per il sesto posto: Webber fu superato da Sato, che al 26º giro attaccò anche Trulli; tentando di resistere all'attacco del giapponese, il pilota della Renault commise un errore, facendo passare anche Webber. La seconda serie di pit stop fu aperta un giro più tardi da Coulthard; come nella prima, l'ultimo pilota a rifornire fu Button, che dopo alcuni giri in testa tornò in pista in terza posizione, scavalcando proprio lo scozzese della McLaren.
Il pilota della BAR cominciò poi un intenso duello con Alonso, che si chiuse però con un nulla di fatto; si arrivò così alla terza ed ultima serie di rifornimenti, durante la quale non ci furono cambi di posizione. Il duello per il secondo posto proseguì quindi in pista e al 52º passaggio Button ebbe finalmente la meglio sul rivale, temporaneamente rallentato da un detrito raccolto dalla sua monoposto, guadagnando il secondo posto dopo essere partito in tredicesima posizione. Alonso dovette invece guardarsi dalla rimonta di Coulthard, che però non lo impensierì mai realmente. Michael Schumacher continuò a condurre la gara indisturbato e andò a vincere per l'undicesima volta su dodici Gran Premi stagionali; secondo concluse Button, che precedette Alonso, Coulthard, Montoya, Webber, Pizzonia e Sato. Gara negativa per Barrichello, incapace di rimontare efficacemente dopo l'incidente iniziale; il brasiliano, risalito fino al nono posto, perse tre posizioni nel corso dell'ultimo giro, quando sulla sua Ferrari si forò una gomma.

### Risultati
| Pos      | No | Pilota               | Costruttore        | Pneumatici | Giri | Tempo/Ritiro e posizione al ritiro         | Partenza | Punti |
| -------- | -- | -------------------- | ------------------ | ---------- | ---- | ------------------------------------------ | -------- | ----- |
| 1        | 1  | Michael Schumacher   | Ferrari            | B          | 66   | 1h23'54"848                                | 1        | 10    |
| 2        | 9  | Jenson Button        | BAR - Honda        | M          | 66   | +8"388                                     | 13       | 8     |
| 3        | 8  | Fernando Alonso      | Renault            | M          | 66   | +16"351                                    | 5        | 6     |
| 4        | 5  | David Coulthard      | McLaren - Mercedes | M          | 66   | +19"231                                    | 4        | 5     |
| 5        | 3  | Juan Pablo Montoya   | Williams - BMW     | M          | 66   | +23"055                                    | 2        | 4     |
| 6        | 14 | Mark Webber          | Jaguar - Cosworth  | M          | 66   | +41"108                                    | 11       | 3     |
| 7        | 4  | Antônio Pizzonia     | Williams - BMW     | M          | 66   | +41"956                                    | 10       | 2     |
| 8        | 10 | Takuma Satō          | BAR - Honda        | M          | 66   | +46"842                                    | 8        | 1     |
| 9        | 11 | Giancarlo Fisichella | Sauber - Petronas  | B          | 66   | +1'07"102                                  | 14       |       |
| 10       | 15 | Christian Klien      | Jaguar - Cosworth  | M          | 66   | +1'08"578                                  | 12       |       |
| 11       | 7  | Jarno Trulli         | Renault            | M          | 66   | +1'10"258                                  | 6        |       |
| 12       | 2  | Rubens Barrichello   | Ferrari            | B          | 66   | +1'13"252                                  | 7        |       |
| 13       | 12 | Felipe Massa         | Sauber - Petronas  | B          | 65   | +1 giro                                    | 16       |       |
| 14       | 17 | Olivier Panis        | Toyota             | M          | 65   | +1 giro                                    | 9        |       |
| 15       | 19 | Giorgio Pantano      | Jordan - Cosworth  | B          | 63   | +3 giri                                    | 17       |       |
| 16       | 21 | Zsolt Baumgartner    | Minardi - Cosworth | B          | 62   | +4 giri                                    | 20       |       |
| 17       | 20 | Gianmaria Bruni      | Minardi - Cosworth | B          | 62   | +4 giri                                    | 19       |       |
| Ritirato | 18 | Nick Heidfeld        | Jordan - Cosworth  | B          | 42   | Sospensione (16º)                          | 18       |       |
| Ritirato | 16 | Cristiano da Matta   | Toyota             | M          | 38   | Foratura (12º)                             | 15       |       |
| Ritirato | 6  | Kimi Räikkönen       | McLaren - Mercedes | M          | 13   | Rottura alettone posteriore/incidente (3º) | 3        |       |

## Classifiche

### Piloti
| Pos. | Pilota               | Punti |
| ---- | -------------------- | ----- |
| 1    | Michael Schumacher   | 110   |
| 2    | Rubens Barrichello   | 74    |
| 3    | Jenson Button        | 61    |
| 4    | Jarno Trulli         | 46    |
| 5    | Fernando Alonso      | 39    |
| 6    | Juan Pablo Montoya   | 33    |
| 7    | David Coulthard      | 19    |
| 8    | Kimi Räikkönen       | 18    |
| 9    | Takuma Satō          | 15    |
| 10   | Giancarlo Fisichella | 13    |
| 11   | Ralf Schumacher      | 12    |
| 12   | Mark Webber          | 7     |
| 13   | Felipe Massa         | 5     |
| 13   | Olivier Panis        | 5     |
| 15   | Cristiano da Matta   | 3     |
| 15   | Nick Heidfeld        | 3     |
| 17   | Timo Glock           | 2     |
| 17   | Antônio Pizzonia     | 2     |
| 19   | Zsolt Baumgartner    | 1     |

### Costruttori
| Pos. | Team               | Punti |
| ---- | ------------------ | ----- |
| 1    | Ferrari            | 184   |
| 2    | Renault            | 85    |
| 3    | BAR - Honda        | 76    |
| 4    | Williams - BMW     | 47    |
| 5    | McLaren - Mercedes | 37    |
| 6    | Sauber - Petronas  | 18    |
| 7    | Toyota             | 8     |
| 8    | Jaguar - Cosworth  | 7     |
| 9    | Jordan - Cosworth  | 5     |
| 10   | Minardi - Cosworth | 1     |